# Dodenrit
Dodenrit is een gedicht en nummer van de Nederlandse/Zwitserse woordkunstenaar Drs. P. Het kwam uit als nummer op de lp Over Land en Zee met Drs. P uit 1974 en werd opgenomen op 20, 24 en 27 mei dat jaar. Het nummer is op 14 september 1974 ook als single uitgebracht.

## Inhoud
De tekst verhaalt over een Russisch gezin in de 19e eeuw, dat op een koude winterdag in Siberië met 30 graden vorst door het eindeloze woud met de trojka door de sneeuw op weg is naar Omsk. Het gezin bestaat uit de zanger, zijn vrouw en hun vier kinderen: Igor die viool speelt, Natasja die goed leert op school, Sonja die een mooie alt heeft en de kleine Pjotr. Aan het begin van het lied bedraagt de afstand naar Omsk nog iets minder dan 100 werst.
De reisgenoten zingen er lustig op los. De man is blij dat er geen leeuwen in de buurt zijn. In de verte komt er een troep hongerige wolven in zicht. De man is blij dat de paarden net ververst zijn, maar dit helpt niet; de wolven zijn al gauw vlak achter de trojka. De vader besluit, na overleg met zijn vrouw, een van zijn kinderen op te offeren aan de dieren, in de hoop dat dit de wolven lang genoeg zal afleiden. De keuze valt na wat overwegingen op de kleine Pjotr. Het jongetje wordt uit de trojka geslingerd, waarna de wolven zich te goed doen.
Al spoedig komen de hongerige wolven opnieuw in zicht. Achtereenvolgens offert de vader van het gezin – al zingend – nu ook Sonja, Igor en Natasja, maar steeds halen de wolven de slee even later weer in. Alleen hijzelf en zijn vrouw zijn hierna nog over (dus zingen ze een duet), maar ook de vrouw moet worden opgeofferd. 
Uiteindelijk komt Omsk dan toch in zicht, terwijl inmiddels de man als enige in de trojka is overgebleven. Uitzinnig van blijdschap maakt hij een sprong in de lucht. Hierbij verliest hij zijn evenwicht en valt zo zelf eveneens ten prooi aan de wolven. Terwijl hij zelf als laatste van het gezin wordt opgegeten, bedenkt hij dat Omsk net iets te ver weg voor hem is.
Het nummer gaat hierna nog een tijd door met een reeks olijke rijmen die niets aan het ervoor vertelde verhaal toevoegen, met als eerste regel steeds Trojka hier, trojka daar.

## Opbouw
Het gedicht heeft grotendeels de vorm van een kwatrijn. Aan het eind volgen nog zestien losse strofes van elk twee versregels.

## Origine
In de documentaire Drs. P: Niet van talent gespeend (2006) vertelde Drs. P dat het nummer werd geïnspireerd door een stripverhaal in het blad Pep. Drs. P werkte toen onder het pseudoniem Geo Staad mee met striptekenaar John Bakker aan de stripreeks Dan Teal. In het album Dan Teal en het Maanvirus loopt het personage met een masker op zijn hoofd weg van enkele monsters, maar kan hen afschudden door dit masker weg te gooien waarna de wezens zich op het ding storten. Drs. P vertelde de tekenaar toen hoe in de 19e eeuw in Rusland tijdens ellenlange trojkaritten door het Siberische sneeuwlandschap soms kinderen voor de wolven werden gegooid zodat de overige passagiers tijd konden winnen om toch veilig in een stad aan te komen. Toen Drs. P hierop naar huis wandelde leek dit hem een goed thema voor een liedje.

## Status
Het nummer, vaak Troika of Trojka genoemd, behoort tot de meest bekende nummers van Drs. P. Zelf zei hij er weinig aan te vinden, hij vond het rijmschema (aabb) eigenlijk te simpel en was verbaasd over de populariteit van de plaat.
De plaat werd alleen in Nederland en België (Vlaanderen) een radiohit.
In Nederland werd de plaat veel gedraaid op Hilversum 3 en werd een radiohit in de destijds twee hitlijsten op de nationale publieke popzender. De plaat bereikte de 26e positie in de Nederlandse Top 40 (destijds door de TROS uitgezonden met dj Ferry Maat). In de Nationale Hitparade, op dezelfde radiozender bij de NOS te beluisteren, bereikte de plaat de 27e positie. De videoclip, die werd opgenomen voor AVRO's Toppop, was regelmatig op televisie te zien.
In België werd de plaat regelmatig gedraaid op de radiozenders, maar desondanks werden zowel de voorloper van de Vlaamse Ultratop 50, de Vlaamse Radio 2 Top 30 als de Waalse hitlijst niet bereikt.

## Trivia
- De liedjes waar Drs. P in het nummer naar verwijst zijn Onder moeders paraplu, O wat zijn wij heden blij, Ajo Ajo Ajo, al in die hoge klapperboom, In Den Haag daar woont een graaf, Daar was laatst een meisje loos, In een blauwgeruite kiel en Hoeperdepoep zat op de stoep; Polzer gebruikte ze om een tegenstelling te geven ten opzichte van het kale winterlandschap.
- De trojka legt steeds zestien werst af alvorens het volgende gezinslid het voertuig verlaat: aan het begin is de afstand naar Omsk (een kleine) 100 werst; als de kleine Pjotr eruit is nog 84, na Sonja nog 68, na Igor nog 52, na Natasja nog 36 en na de echtgenote van de verteller nog 20. Als Omsk in zicht komt (wat best mogelijk is op een afstand van 4 werst), verliest de verteller zelf zijn evenwicht en wordt aldus de laatste die de trojka verlaat.
- De regel "Foei, hoe suffend staat gij daar", die Drs. P aan het einde van het lied aanhaalt, is een verwijzing naar Ferme jongens, stoere knapen, een lied van Jan Pieter Heije.
- Bij een televisieoptreden in 1974 met de single in het popprogramma AVRO's Toppop droeg hij een bontmuts die een oesjanka moest voorstellen.
- Annie M.G. Schmidt maakte in 1967 voor de tv-serie Ja zuster, nee zuster het liedje Wosjni Nowgarad over hetzelfde thema: een slederit in Rusland. De kinderen werden tijdens deze rit echter niet naar buiten geworpen, al werd dat wel overwogen. Aan het eind roepen de ouders: "Wij zullen ons naar buiten gooien!" Dat voorstel wordt door de kinderen afgewezen, en Wosjni Nowgarad wordt vervolgens behouden bereikt.
- Een strofe uit de tekst staat in tweevoud op een permanent kunstwerk in de binnenstad van Leeuwarden, toepasselijk Omsk getiteld: "'t Is avond in Siberië - en nergens is een leeuw".[2]

## Hitnoteringen

### Nederlandse Top 40
| Positie: | 33 | 26 | 30 | 38 | 40 | uit |

### Nationale Hitparade
Hitnotering: 21-09-1974 t/m 28-09-1974. Hoogste notering: #27 (1 week).

### NPO Radio 2 Top 2000
| Nummer met noteringen in de NPO Radio 2 Top 2000 | '99 | '00 | '01 | '02 | '03 | '04 | '05 | '06 | '07 | '08 | '09 | '10 | '11 | '12 | '13 | '14  | '15 | '16  | '17  | '18  | '19  | '20  | '21  | '22  | '23  | '24  |
| ------------------------------------------------ | --- | --- | --- | --- | --- | --- | --- | --- | --- | --- | --- | --- | --- | --- | --- | ---- | --- | ---- | ---- | ---- | ---- | ---- | ---- | ---- | ---- | ---- |
| Dodenrit                                         | 462 | 282 | 415 | 365 | 645 | 446 | 573 | 520 | 510 | 503 | 783 | 877 | 905 | 999 | 948 | 1160 | 889 | 1081 | 1117 | 1184 | 1293 | 1079 | 1387 | 1373 | 1429 | 1457 |

1. ↑  Een vetgedrukt getal geeft de hoogste notering aan.